# Thomas Müller (Historiker)
Thomas Müller (* 1958) ist ein deutscher Militärhistoriker und Kurator. Er war Leiter des Waffenmuseums Suhl.

## Leben
Müller, in Regensburg aufgewachsen, trat nach dem Abitur 1978 in das Panzerartilleriebataillon 115 in 
Neunburg vorm Wald der Bundeswehr ein, wo er bis 1993 aktiv diente. Er war zunächst in der Feldwebellaufbahn, wechselte 1982 in die Laufbahn der Offiziere des Truppendienstes und studierte von 1982 bis 1988 Pädagogik (Diplom) an der Universität der Bundeswehr München in Neubiberg. Danach wurde er verschieden verwendet u. a. als Jugendoffizier, bis er 1991 ein Studium der Neueren und Mittleren sowie Bayerischen Landesgeschichte (M.A. 1996) an der Universität Regensburg und der Universität München absolvierte. Im Anschluss war er wissenschaftlicher Mitarbeiter am Regensburger Lehrstuhl für Neuere Geschichte. 1998 wurde der Promotionsstipendiat an der Universität München mit der durch Hans Schmidt angeregten und bei Ludwig Hammermayer vorgestellten Dissertation Konrad Krafft von Dellmensingen (1862–1953). Porträt eines bayerischen Offiziers zum Dr. phil. (magna cum laude) promoviert. Die gekürzte und überarbeitete Fassung wurde 2002 in die Reihe Materialien zur bayerischen Landesgeschichte der Kommission für bayerische Landesgeschichte aufgenommen.
Danach war er wissenschaftlicher Mitarbeiter am Bayerischen Armeemuseum in Ingolstadt. Von 2000 bis 2006 war er Direktor des Waffenmuseums Suhl. Er organisierte u. a. die vielbeachtete Ausstellung „Kalaschnikow – Mythos und Fluch einer Waffe“. Müller folgte dann von 2006 bis 2008 einer Verwendung als Hörsaalleiter und Lehrstabsoffizier für Militärgeschichte an der Sanitätsakademie der Bundeswehr (SanAkBw) in München. Von 2008 bis 2018 war er wieder wissenschaftlicher Mitarbeiter am Bayerischen Armeemuseum, wo er die Bereiche Gemälde, Spielzeug, Orden und Großgerät betreute.
Müller ist Oberstleutnant der Reserve. Außerdem ist er Leiter der Sektion der Gesellschaft für Sicherheitspolitik in Ingolstadt.

## Schriften (Auswahl)
- Konrad Krafft von Dellmensingen (1862–1953). Porträt eines bayerischen Offiziers (= Materialien zur bayerischen Landesgeschichte, Band 16). Kommission für bayerische Landesgeschichte, München 2002, ISBN 3-7696-0416-4.
- mit Jürgen Kraus: Die deutschen Kolonial- und Schutztruppen. Von 1889 bis 1918. Geschichte, Uniformierung und Ausrüstung (= Kataloge des Bayerischen Armeemuseums Ingolstadt, Band 7). Verlag Militaria, Wien 2009, ISBN 978-3-902526-24-3.
- Chronik der Militärfahrzeuge – Deutsche Panzer. Brandenburgisches Verlagshaus, Bonn 2011, ISBN 978-3-941557-89-5.
- Die Bayerische Sturm-Panzer-Kraftwagen-Abteilung 13. Scherzer, Militaer-Verlag, Bayreuth 2013, ISBN 978-3-938845-45-5.
- Die deutschen Gebirgstruppen. Brandenburgisches Verlagshaus, Bonn 2014, ISBN 978-3-939284-37-6.